# Brita Juel-Soop
Brita Juel-Soop, född 1 september 1904 i Köpenhamn, död 9 februari 1997 i Enskede, var en dansk-svensk målare.
Hon var dotter till författaren Erik Juel och Astrid Mathilda Kjellberg och från 1934 gift med Erik Eriksson Soop samt syster till Lisbet Juel. Hon studerade först vid sin mors målarskola innan hon bedrev självstudier under resor till Paris, Berlin och Wien. Hennes konst består av porträtt och landskapsskildringar och hon var flitigt anlitad som kopist av 1500-,1600- och 1700-talsporträtt. Juel-Soop är representerad i Nyköpingshus, Kalmar slott, Drottningholms teatermuseum, Nationalmuseum och ett flertal privata samlingar.